# Hadramphus

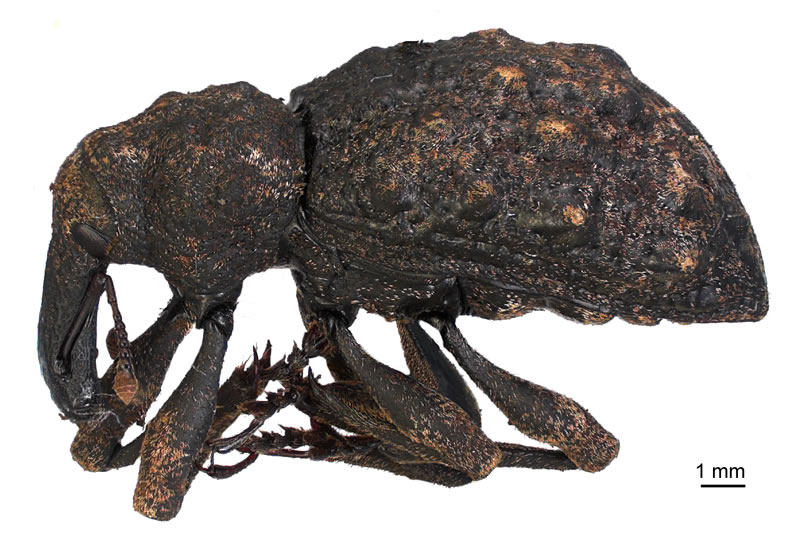
Hadramphus stilbocarpae

Hadramphus (Synonym: Karocolens) ist eine Gattung von vier flugunfähigen Käferarten aus der Familie der Rüsselkäfer.
Ihre Verbreitung ist auf Neuseeland und einige vorgelagerte Inseln beschränkt. Die Typusart Hadramphus spinipennis wurde 1911 durch Thomas Broun bestimmt. Hadramphus pittospori wurde 1987 von Guillermo Kuschel innerhalb der neuen Gattung Karocolens beschrieben. 1999 wurde die Gattung Karocolens von Robin Craw mit der Gattung Hadramphus synonymisiert. Hadramphus tuberculatus wurde 1877 von Francis Polkinghorne Pascoe als Lyperobius tuberculatus beschrieben und 1971 von Kuschel in die Gattung Hadramphus transferiert. Die vierte Art Hadramphus stilbocarpae wurde 1971 von Kuschel beschrieben. Alle vier Hadramphus-Arten sind relativ groß mit einer Körperlänge, die von 11,7 bis 23 mm variiert. Sie sind hauptsächlich dunkelbraun und durch dreieckige oder runde Tuberkeln auf der Oberseite und den Flanken charakterisiert.

## Arten und ihre Verbreitung
- Hadramphus spinipennis kommt auf den Chatham-Inseln vor.
- Hadramphus stilbocarpae ist von Breaksea Island, Resolution Island und Puysegur Point (in der Region Fiordland), den Inseln Bird Island und Big South Cape Island in der Umgebung von Stewart Island sowie von den subantarktischen Snaresinseln bekannt.
- Hadramphus pittospori lebt auf den Poor Knights Islands.
- Der Knollige Neuseeland-Rüsselkäfer (Hadramphus tuberculatus) ist die seltenste Hadramphus-Art. Sein Vorkommen ist auf das Burkes Pass Reserve in den Canterbury Plains beschränkt. Er galt zwischen 1922 und 2004 als ausgestorben.